# Herman Mignon
Herman Mignon, född 21 mars 1951, är en friidrottare från Belgien. Han deltog vid olympiska sommarspelen 1972.